# Sándor Szűcs

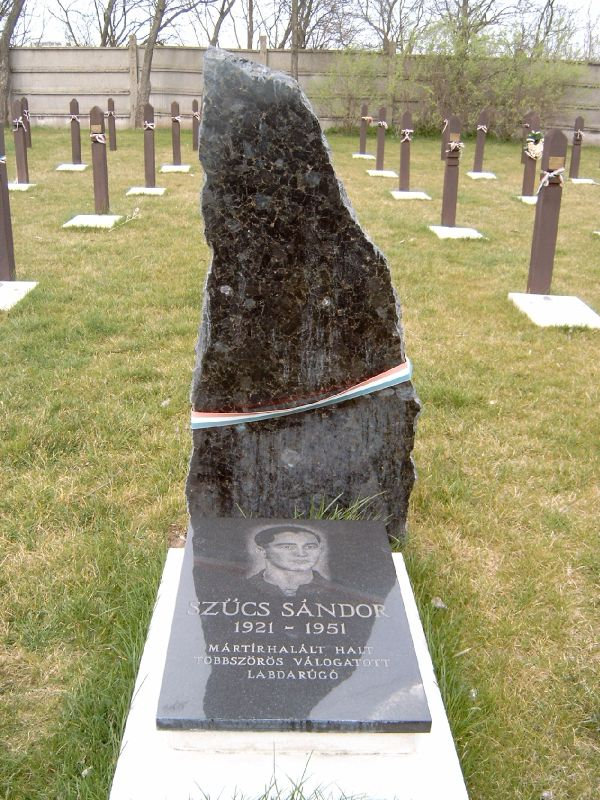
Grób Sándora Szűcsa na Új köztemető w Budapeszcie

Sándor Szűcs (ur. 23 listopada 1921 w Szolnok, zm. 4 czerwca 1951 w Budapeszcie) – węgierski piłkarz występujący na pozycji obrońcy w drużynach Szolnoki MÁV i Újpest. W latach 1941–1948 dziewiętnastokrotnie wystąpił w reprezentacji Węgier. Trzykrotny mistrz Węgier.

## Życiorys
Karierę sportową rozpoczął w wieku 17 lat, gdy został zawodnikiem lokalnego klubu Szolnoki MÁV SE. W klubie występował do 1944 roku. 23 marca 1941 zadebiutował w reprezentacji w meczu przeciwko Jugosławii. W reprezentacji grał u boku zawodników tworzących złotą jedenastkę, takich jak Ferenc Puskás, József Bozsik, Ferenc Deák, György Sárosi i Nándor Hidegkuti. W 1951 wraz z kochanką, piosenkarką Erzsi Kovács próbował uciec do Austrii, w konsekwencji czego zatrzymany został przez węgierską milicję. Oskarżono go o dezercję, jako że formalnie był funkcjonariuszem policji podczas gry w policyjnym Újpescie. Został skazany na karę śmierci poprzez powieszenie, wyrok został wykonany 4 czerwca 1951. Został pochowany na cmentarzu Új köztemető w Budapeszcie.